# Enicospilus hedilis
Enicospilus hedilis là một loài tò vò trong họ Ichneumonidae.